# Аймусово
Аймусово — деревня в Талдомском районе Московской области России. Входит в состав сельского поселения Гуслевское. Население — 25 чел. (2010).

## География
Расположена в южной части района, примерно в 15 км к югу от центра города Талдома, на левом берегу впадающей в Дубну небольшой реки Свистушки (бассейн Волги). В 2 км к юго-востоку находится железнодорожная платформа 94 км Савёловского направления Московской железной дороги. Ближайшие населённые пункты — деревни Вотря и Никулки.

## Население
| 1859 | 1905 | 1926 | 2002 | 2006 | 2010 |
| ---- | ---- | ---- | ---- | ---- | ---- |
| 141  | ↗165 | ↗216 | ↘29  | ↘17  | ↗25  |

## История
В «Списке населённых мест» 1862 года Аймусово — владельческое сельцо 2-го стана Александровского уезда Владимирской губернии по правую сторону реки Дубны, к югу от Нушпольского болота, при речке Свистушке, в 80 верстах от уездного города, с 14 дворами и 141 жителем (62 мужчины, 79 женщин).
По данным 1905 года входило в состав Нушпольской волости Александровского уезда, проживало 165 человек, в сельце было 22 двора.
Постановлением президиума Моссовета от 31 марта 1923 года вместе с частью селений Нушпольской волости было включено в состав Гарской волости Ленинского уезда Московской губернии.
По материалам Всесоюзной переписи населения 1926 года — центр образованного в 1925 году Аймусовского сельского совета Гарской волости Ленинского уезда, проживало 216 жителей (110 мужчин, 106 женщин), насчитывалось 43 хозяйства, среди которых 36 крестьянских.
С 1929 года — населённый пункт в составе Ленинского района Кимрского округа Московской области, с 1930-го, в связи с упразднением округа, — в составе Талдомского района (ранее Ленинский район) Московской области.
До муниципальной реформы 2006 года — деревня Гуслевского сельского округа.